# Bisdom Irecê
Het bisdom Irecê (Latijn: Dioecesis Irecensis) is een rooms-katholiek bisdom met als zetel Irecê, in Brazilië. Het bisdom is suffragaan aan het aartsbisdom Feira de Santana.

## Geschiedenis
Het bisdom werd opgericht op 28 april 1979, uit delen van de bisdommen Barra en Ruy Barbosa, en was suffragaan aan aartsbisdom São Salvador da Bahia. Op 16 januari 2002 veranderde het van kerkprovincie en werd suffragaan aan het nieuw verheven aartsbisdom Feira de Santana.

## Parochies
Het bisdom had in 2021 een oppervlakte van 24.065 km2 en telde 800.290 inwoners waarvan 77,9% rooms-katholiek was.

## Bisschoppen
- Homero Leite Meira (24 september 1980 - 13 juni 1983)
- Edgar Carício de Gouvêa (13 juni 1983 - 2 maart 1994)
- João Maria Messi (22 maart 1995 - 17 november 1999)
- Tommaso Cascianelli (5 juli 2000 - 23 september 2023)
- Antônio Ederaldo de Santana (23 september 2023 - heden)

Feira de Santana (aartsbisdom) · Barra · Barreiras · Bonfim · Irecê · Juazeiro · Paulo Afonso · Ruy Barbosa · Serrinha